# رييسي (مقاطعة فيروزآباد)
رييسي (بالفارسية: ساختمان رییسی) هي منطقة سكنية تقع في فارس في إيران. يقدر عدد سكانها بـ 134 نسمة .